# Csizmás Kandúr a világ körül
A Csizmás Kandúr a világ körül vagy A klasszikus Csizmás Kandúr 2. – Csizmás Kandúr a világ körül (長靴をはいたネコ ８０日間世界一周; Nagagucu o haita neko: Hacsidzsú nicsikan szekai issú; Hepburn: Nagagutsu o haita neko 80 nichikan sekai isshū) 1976-ban bemutatott japán animációs kalandfilm, amelyet a Toei Animation készített, a Csizmás Kandúr-sorozatának harmadik filmje Sidara Hirosi rendezésében. A film Charles Perrault Csizmás Kandúr és Jules Verne Nyolcvan nap alatt a Föld körül című művei alapján készült.
Az Egyesült Államokban az RCA/Columbia Magic Window forgalmazta. Magyarországon a MOKÉP forgalmazásában mutatták be 1978. május 11-én, VHS-en 1989-ben jelent meg. DVD-n a Black Mirror adta ki 2009. május 3-án, rajta a japán és az eredeti, a MOKÉP által készíttetett magyar szinkronnal és magyar felirattal. A film eljutott még Franciaországba, Spanyolországba, Oroszországba és Lengyelországba is.

## Cselekmény
Csizmás Kandúr egy londoni étteremben felszolgáló. Az étterembe betér az arrogáns és dúsgazdag Röfi úr is, aki mialatt Kandúrra vár, hogy kiszolgálja, a szomszéd asztalnál ülőktől megtudja, hogy az újság szerint 150 nap alatt meg lehet kerülni a Földet. Kételyének ad hangot, azonban Kandúr állítja, hogy ő 80 nap alatt is meg tudja kerülni a Földet, ezért Röfi úr fogadást köt vele: ha Kandúr nyer, övé a teljes vagyona, azonban ha veszít, örökre rabszolgája lesz. Csizmás Kandúr beleegyezik és vele tart hűséges társa, Tasziló és az egerek is. A Verne-regények futurisztikus járműveivel földön, vízen, levegőben, Franciaországon, Olaszországon, Görögországon, Szuezen, Indián, Hongkongon és a messzi északon át kerülik meg a Földet, miközben a kandúrölők és a Röfi úr által felbérelt, félelmetes Dr. Garigari is üldözik őket. A legnagyobb nehézségek azonban csak ez után következnek, mivel Röfi úr mindent megtett, hogy Kandúr ne érjen időben a fogadásban megkötött helyre.

## Szereplők
| Szereplő                    | Japán hang           | Magyar hang                 |
| --------------------------- | -------------------- | --------------------------- |
| Csizmás Kandúr (Pero)       | Nabe Oszami          | Kern András                 |
| Vizi Tasziló (Carter)       | Kamijama Takuzó      | Kristóf Tibor               |
| Röfi úr (Monsieur Gourmon)  | Takigucsi Dzsunpei   | Képessy József              |
| Dr. Garigari                | Ócuka Csikao         | Kautzky József              |
| Félszemű bérgyilkos kandúr  | Hasze Szandzsi       | Márton András               |
| Bérgyilkos kandúr           | Tanonaka Iszamu      | Szakácsi Sándor             |
| Legkisebb bérgyilkos kandúr | Mizumori Ado         | Szombathy Gyula             |
| Egér apuka                  | Tomita Kószei        | Balázs Péter                |
| Macskakirály                | Tomita Kószei        | Csurka László               |
| Cini                        | Jamamoto Keiko       | Gyabronka József            |
| Polgármester                | Janami Dzsódzsi      | Szabó Ottó                  |
| Étterem igazgatója          | Jamada Keaton        | Gyenge Árpád                |
| Újság elnöke                | Kató Oszamu          | Prókai István               |
| Suzanna kisasszony          | Maszujama Eiko       | Oszvald Marika              |
| Eszkimó fiú                 | Csidzsimacu Szacsiko | Szatmári György             |
| Tiszteletes                 | N/A                  | Szatmári István             |
| Suzanna apja                | N/A                  | Tyll Attila                 |
| Eszkimó                     | N/A                  | Perlaki István              |
| Részeges vendég             | N/A                  | Horváth Pál                 |
| Vendégek                    | N/A                  | Rátonyi Róbert Surányi Imre |
| Hölgyvendég                 | N/A                  | Venczel Vera                |

## Betétdalok
| Magyar           | Magyar                                                  | Japán                    | Japán                      |
| Dal              | Előadó                                                  | Dal                      | Előadó                     |
| ---------------- | ------------------------------------------------------- | ------------------------ | -------------------------- |
| Nyitódal         | Kern András ?                                           | 長靴をはいた猫           | Nabe Oszami Koorogi ’73    |
| Vár a nagy világ | Kern András Kristóf Tibor Balázs Péter Gyabronka József | 八十日間世界一周のテーマ | Nabe Oszami Koorogi ’73    |
| Suzanna dala     | Oszvald Marika Kern András                              | スザンナのうた           | Maszujama Eiko Nabe Oszami |